# Leon Wood
Osie Leon Wood III (Columbia, Carolina del Sur, 25 de marzo de 1962) es un exjugador de baloncesto estadounidense que disputó 6 temporadas en la NBA, además de jugar en la Liga Italiana, la Liga ACB, la Liga Francesa, la liga alemana y la CBA. Con 1,90 metros de estatura, jugaba en la posición de escolta. En la actualidad es árbitro de la NBA.

## Trayectoria deportiva

### Universidad
Comenzó jugando un año con los Wildcats de la Universidad de Arizona, tras el cual fue transferido a los Titans de la Universidad de Cal State Fullerton, donde jugó tres temporadas. En el total de su carrera universitaria promedió 17,2 puntos y 6,7 asistencias por partido. Consiguió el récord de puntos de los Titans con 1.876, que se mantuvo vigente hasta 2006, manteniendo todavía el de asistencias (744), liderando la nación en este apartado en 1983 con 319, un récord de la NCAA en aquel momento.

### Selección nacional
Fue convocado en 1983 con la selección de Estados Unidos para disputar los Juegos Panamericanos de Caracas 1983, donde consiguieron la medalla de oro. Al año siguiente disputaría los Juegos Olímpicos de Los Ángeles 1984, donde de nuevo conseguirían el oro, tras ganar a la selección española en la final, en un partido en el que Woods anotó 6 puntos y dio 8 asistencias.

### Profesional
Fue elegido en la décima posición del Draft de la NBA de 1984 por Philadelphia 76ers, con los que firmó un contrato por 4 años y 1,1 millones de dólares. Sin embargo, tras una primera temporada condenado al banquillo, en la que apenas contó con 7 minutos de juego por partido, fue traspasado mediada la siguiente a Washington Bullets a cambio de Kenny Green. Tampoco triunfó en la capital, y al año siguiente sería enviado a New Jersey Nets a cambio de Mike O'Koren.
En los Nets consiguió los minutos de juego que hasta entonces se le habían negado, pero sus estadísticas no acompañaron: 7,3 puntos y 4,9 asistencias por noche, que no le valieron para que fuera renovado su contrato. En la temporada 1987-88 fichó como agente libre por San Antonio Spurs hasta ser cortado tras 38 partidos, firmando posteriormente un nuevo contrato con Atlanta Hawks de 10 días de duración.
Al año siguiente decidió ir a jugar a la Liga ACB, firmando con el CAI Zaragoza, donde permaneció una temporada, en la que promedió 19,7 puntos y 3,1 asistencias por partido. Regresó a Estados Unidos al año siguiente, jugando con los Santa Bárbara Islanders de la CBA, hasta que consiguió un contrato de diez días de nuevo con los Nets, que se acabó alargando hasta el final de la temporada. Al año siguiente aceptó la oferta de Sacramento Kings, pero solo disputó 12 partidos, en los que promedió 6,8 puntos y 4,1 asistencias, siendo cortado por sus técnicos. Sería su última temporada en la NBA.
A partir de ese momento se convierte en un trotamundos, que le llevará a jugar en 1991 al Ranger Varese de la liga italiana, posteriormente dos temporadas en la CBA con los Rapid City Thrillers, un año en los Giessen 46ers de la liga alemana, otro en el ASVEL Lyon-Villeurbanne de la liga francesa, de vuelta en Italia con el Onyx Caserta para finalizar su carrera profesional en los Fargo-Moorhead Fever de la CBA.

### Árbitro
Tras terminar su carrera como jugador, comenzó la de árbitro, primero en high school, posteriormente en la NCAA, para dar un meteórico salto a la NBA, primero como sustituto durante 24 partidos debido a la huelga de árbitros en la temporada 1995-96 y posteriormente como oficial absoluto, puesto que ocupa desde entonces, cumpliendo en 2019 su temporada 23 como árbitro profesional.

## Estadísticas de su carrera en la NBA y la ABA

### Temporada regular
| Temporada | Edad | Equipo             | Liga | P   | TIT | MIN  | TC  | TCA | %TC  | 3P  | 3PA | %3P  | TL  | TLA | %TL  | R.OF. | R.DEF. | REB | ASIS | ROB | TAP | PER | FP  | PTS |
| 1984-85   | 22   | Philadelphia 76ers | NBA  | 38  | 1   | 7.1  | 1.3 | 3.5 | .373 | 0.1 | 0.8 | .133 | 0.5 | 0.7 | .692 | 0.1   | 0.4    | 0.5 | 1.2  | 0.2 | 0.0 | 0.7 | 0.4 | 3.2 |
| 1985-86   | 23   | TOTAL              | NBA  | 68  | 1   | 17.6 | 2.7 | 6.9 | .395 | 0.6 | 1.7 | .360 | 1.8 | 2.3 | .794 | 0.4   | 1.0    | 1.3 | 2.7  | 0.5 | 0.0 | 1.1 | 1.0 | 7.8 |
| 1985-86   | 23   | Philadelphia 76ers | NBA  | 29  | 1   | 15.7 | 2.0 | 4.7 | .419 | 0.4 | 1.0 | .448 | 0.9 | 1.2 | .794 | 0.3   | 0.6    | 0.9 | 2.6  | 0.5 | 0.0 | 0.2 | 0.8 | 5.3 |
| 1985-86   | 23   | Washington Bullets | NBA  | 39  | 0   | 19.1 | 3.3 | 8.5 | .385 | 0.7 | 2.2 | .329 | 2.5 | 3.1 | .793 | 0.4   | 1.2    | 1.6 | 2.7  | 0.5 | 0.0 | 1.7 | 1.2 | 9.7 |
| 1986-87   | 24   | New Jersey Nets    | NBA  | 76  | 7   | 22.8 | 2.5 | 6.6 | .373 | 0.8 | 2.6 | .300 | 1.6 | 2.0 | .799 | 0.3   | 1.3    | 1.6 | 4.9  | 0.6 | 0.0 | 1.4 | 1.7 | 7.3 |
| 1987-88   | 25   | TOTAL              | NBA  | 52  | 8   | 17.5 | 2.6 | 6.0 | .436 | 1.0 | 2.4 | .409 | 1.5 | 1.9 | .768 | 0.3   | 0.8    | 1.1 | 3.3  | 0.5 | 0.0 | 0.8 | 1.0 | 7.7 |
| 1987-88   | 25   | San Antonio Spurs  | NBA  | 38  | 8   | 21.8 | 3.2 | 7.4 | .426 | 1.1 | 2.8 | .398 | 1.8 | 2.4 | .758 | 0.4   | 0.9    | 1.3 | 4.1  | 0.6 | 0.0 | 0.9 | 1.2 | 9.3 |
| 1987-88   | 25   | Atlanta Hawks      | NBA  | 14  | 0   | 5.6  | 1.1 | 2.1 | .533 | 0.6 | 1.4 | .474 | 0.5 | 0.6 | .875 | 0.1   | 0.4    | 0.4 | 1.4  | 0.3 | 0.0 | 0.4 | 0.4 | 3.4 |
| 1989-90   | 27   | New Jersey Nets    | NBA  | 28  | 2   | 7.1  | 0.6 | 1.8 | .327 | 0.1 | 0.8 | .190 | 0.5 | 0.6 | .875 | 0.0   | 0.4    | 0.4 | 1.7  | 0.2 | 0.0 | 0.3 | 0.6 | 1.8 |
| 1990-91   | 28   | Sacramento Kings   | NBA  | 12  | 0   | 18.5 | 2.1 | 5.3 | .397 | 1.0 | 3.2 | .316 | 1.6 | 1.8 | .905 | 0.4   | 1.2    | 1.6 | 4.1  | 0.4 | 0.0 | 1.0 | 0.8 | 6.8 |
| Total     |      |                    | NBA  | 274 | 19  | 16.5 | 2.2 | 5.6 | .392 | 0.6 | 1.9 | .326 | 1.4 | 1.7 | .792 | 0.3   | 0.9    | 1.2 | 3.2  | 0.5 | 0.0 | 1.0 | 1.1 | 6.4 |

### Playoffs
| Temporada | Edad | Equipo             | Liga | P  | MIN | TCA | TC | 3PA | 3P | TLA | TL | R.OF. | REB | ASIS | ROB | TAP | PER | FP | PTS | %TC   | %3P   | %FT   | MIN | PTS | REB | AST |
| 1984-85   | 22   | Philadelphia 76ers | NBA  | 5  | 15  | 4   | 9  | 0   | 1  | 6   | 8  | 0     | 1   | 2    | 0   | 0   | 3   | 0  | 14  | .444  | .000  | .750  | 3.0 | 2.8 | 0.2 | 0.4 |
| 1985-86   | 23   | Washington Bullets | NBA  | 1  | 2   | 1   | 5  | 1   | 1  | 2   | 2  | 0     | 0   | 0    | 0   | 0   | 0   | 0  | 5   | .200  | 1.000 | 1.000 | 2.0 | 5.0 | 0.0 | 0.0 |
| 1987-88   | 25   | Atlanta Hawks      | NBA  | 4  | 4   | 1   | 1  | 1   | 1  | 0   | 0  | 0     | 0   | 1    | 0   | 0   | 0   | 0  | 3   | 1.000 | 1.000 |       | 1.0 | 0.8 | 0.0 | 0.3 |
| Total     |      |                    | NBA  | 10 | 21  | 6   | 15 | 2   | 3  | 8   | 10 | 0     | 1   | 3    | 0   | 0   | 3   | 0  | 22  | .400  | .667  | .800  | 2.1 | 2.2 | 0.1 | 0.3 |